# Our Last Night
«Our Last Night» (укр. Наша остання ніч) — американський постхардкор гурт з Нью-Гемпшира, заснований 2003 року чотирма друзями: Тревор Вентворт (вокал), Метт Вентворт (гітара/вокал), Алекс «Вуді» Вудроу (бас-гітара) і Тім Моллой (барабани).
Окрім власного матеріалу, гурт відомий своїми каверами на пісні західних попвиконавців.

## Біографія

### Ранні роки (2003—2007)
Після декількох змін складу, остаточно гурт був сформований у 2006 році до його складу увійшли Тревор Вентворт (Вокал), Метт Вентворт (гітара/вокал), Колін Перрі (гітара), Алекс Вудроу (бас) і Тім Моллой (барабани). На початку 2007 року гурт підписав контракт з Epitaph Records, за день до того, як вони вирушили в перший свій тур; на той час, Тревору було тільки 13 років.

### The Ghosts Among Us (2008—2009)
В серпні 2007 року, після проведеного часу на локальній сцені, Our Last Night потрапляють на Epitaph Records і випускають свій перший альбом The Ghosts Among Us 4 березня 2008 року. Він досяг 6-ї позиції на Billboard's Top Heatseekers (Північний — Схід). В підтримку альбому гурт відправився в тур США до кінця 2008 року, в тому числі та тривалу зупинку в Лос-Анджелесі для запису нового матеріалу.

### We Will All Evolve(2009—2012)
Продюсером запису виступив Ендрю Уейд, який працював з A Day to Remember, VersaEmerge, In Fear and Faith та VEARA.
Our Last Night відправилися в тур з From First to Last, We Came as Romans та A Bullet for a Pretty Boy в хедлайнер тур Asking Alexandria під назвою «Welcome to the Circus», який стартував з початку травня і тривав до кінця червня.
23 березня гурт змінив свою сторінку на Myspace аби додати обкладинку нового альбому та презентував нову пісню під назвою «Elephants», яка повинна стати першим треком на майбутньому альбомі. 7 квітня презентували нову пісню під назвою «Across the Ocean» на своїй сторінці в Myspace та на сайті Absolutepunk.net. 23 квітня вони презентують відео на пісню «Elephants». 30 квітня відбулася офіційна презентація альбому в Adams Memorial Opera House в місті Деррі, штат Нью-Гемпшир.
19 березня Our Last Night вирушили у «Young & Restless Tour» разом із: Attila, Vanna, Arsonists Get All the Girls, A Bullet for a Pretty Boy, Armor for the Broken, а також Across the Sun. З 6 по 27 січня гурт приєднався до туру I See Stars в їх «Leave It 2 The Suits» турі разом із Stick To Your Guns, Memphis May Fire, та Make Me Famous.

### Age of Ignorance (2012—2013)
Our Last Night закінчили запис всіх треків для нового альбому «Age of Ignorance» і запланували дату релізу на 21 серпня 2012 року. 24 червня вони презентували новий сингл «Liberate Me» на своєму каналі в YouTube. 6 Липня за два тижні до цього, під час туру з I Set My Friends On Fire гурт залишив Колін Перрі. 23 липня Our Last Night презентували титульний трек з нового альбому «Age of Ignorance» на своїй сторінці Facebook/Youtube. В травні 2013 року відправилися в тур Великою Британією разом з Sleeping With Sirens та The Word Alive, а також зіграли на фестивалі Slam Dunk і отримали за хороший виступ рейтинг KKKK від журналу Kerrang!.

### Oak Island EP (2013)
9 Жовтня 2013 року, через видання Alternative Press, Our Last Night повідомили, що вони припинили співробітництво з Epitaph Records та анонсували, що працюють над двома EP — завдячуючи хорошій Indiegogo компанії у вересні 2013 року, яка принесла в три рази більше грошей до кінця місяця, ніж вони планували, 46,551 долар замість 15,000, які було заплановано. Під час запису 2-х EP вони знайшли час для запису одного каверу, на «Wrecking Ball» Майлі Сайрус. 5 листопада Our Last Night анонсували новий ЕР «Oak Island», а перший сингл «Same Old War» побачив світ 22 жовтня на їх Youtube-каналі.

### Oak Island Acoustic and Covers (2014—2015)
7 січня Our Last Night презентують нове відео «Sunrise» з їх останнього ЕР «Oak Island». 11 лютого 2014 року було оголошено, що вийде акустична версія їх ЕР «Oak Island» після європейського тура з SECRETS та Empires Fade. 3 липня виходить нове відео на акустичну версію пісні «Same Old War». 25 червня Our Last Night презентують ЕР «Oak Island Acoustic», а також бонус-трек «Falling Away».

### Younger Dreams (2015)
19 травня 2015 року Our Last Night оголосили про те, що їх новий альбом «Younger Dreams» буде випущений 16 червня 2015 року. Перший сингл з нового альбому «Home» вийшов 28 квітня 2015 року. 26 травня виходить нове відео з альбому «A World Divided».
28 серпня 2016 виступили в Україні на фестивалі Схід Рок у місті Тростянець і були там хедлайнерами.

## Склад
- Тревор Вентворт — вокал (2003 — теперішній час)
- Метт Вентворт — гітара, вокал, клавішні (2003 -теперішній час)
- Тім Моллой — ударні, перкусія (2006 — теперішній час)

###### Колишні учасники
- Колін Перрі — ритм-гітара, бек-вокал (2006—2012, сесійний учасник 2015—2017 рр.)
- Тім Валіч — гітара (2004—2005 рр.)
- Джаред Мелвіллу — ударні (2003—2004)
- Алекс «Вуді» Вудроу — бас (2003—2022)
- Метью Валіч — ударні (2004—2005 рр.)
- Нік Перрікон — гітара (2005—2006 рр.)
- Джоуї Перрікон — ударні (2005—2006 рр.) (наразі кредитується як піаніст у деяких піснях гурту)

## Дискографія

###### Студійні альбоми
- The Ghosts Among Us (Epitaph) (2008)
- We Will All Evolve (Epitaph) (2010)
- Age of Ignorance (Epitaph) (2012)
- Younger Dreams (2015)
- Let Light Overcome (2019)
- Overcome the Darkness (2019)
- Let Light Overcome the Darkness (2020)

###### Міні-альбоми
- We've Been Holding Back (2004)
- Building Cities from Scratch (2005)
- A Summer Of Covers (2013)
- Oak Island (2013)
- Oak Island Acoustic (2014)
- Selective Hearing (2017)

###### Збірники
- New Noise (2010)
- Never Heard Before (2017)

## Музичні відео
- «Tear Her: I Will Be Revenged» (2005)
- «Escape» (2008)
- «Elephants» (2010)
- «The Devil Inside You» (2010)
- «Invincible» (2012)
- «Fate» (2013)
- «Fate» (acoustic) (2013)
- «Skyfall» (cover) (2013)
- «Reason to Love» (acoustic) (2013)
- «Stay» (cover) (2013)
- «Mirrors» (cover) (2013)
- «Clarity» (cover) (2013)
- «Radioactive» (cover) (2013)
- «Wrecking Ball» (Cover) (2013)
- «Same Old War» (2013)
- «Sunrise» (2014)
- «Dark Horse» (cover) (2014)
- «Dark Storms» (2014)
- «Same Old War» (acoustic) (2014)
- «Sunrise» (acoustic) (2014)
- «Bye Bye Bye» (cover) (2014)
- «Falling Away» (2014)
- «Reality Without You» (acoustic) (2014)
- «Maps» (cover) (2014)
- «Habits» (cover) (2014)
- «Blank Space» (cover) (2015)
- «The Heart Wants What It Wants» (cover) (2015)
- «Home» (2015)
- «Left Swipe Dat» (cover) (2015)
- «A World Divided» (2015)
- «Road to The Throne» (2015)
- «Can't Feel My Face» (cover) (2015)
- «Drag Me Down» (2015)
- «Diamonds» (featuring Luke Holland) (2016)
- «Sorry» (cover) (2016)
- «Stressed Out» (cover) (2016)
- «Never Forget You» (cover) (2016)
- «White Tiger» (2016)
- «Eleanor Rigby» (cover) (2016)
- «Hotel California» (cover) (2016)
- «With or Without You» (cover) (2016)
- «You Oughta Know» (over) (2016)
- «Toxic» (cover) (2016)
- «Cold Water» (cover) (2016) ft. Trenton Woodley and Garret Repp
- «Common Ground» (2016)
- «Stay With Me» (cover) (2016)
- «All We Know» (cover) (2016) ft. Andie Case
- «We Don't Talk Anymore» (cover) (2016) ft. Andie Case
- «Black Beatles» (cover) (2017)
- «Heavy» (cover) (2017) ft. Living in Fiction
- «Shape Of You» (cover) (2017)
- «Broken Lives» (2017)
- «Tongue Tied» (2017)
- «Caught In The Storm» (2017)
- «Humble» (Kendrick Lamar cover) (2017)
- «Look What You Made Me Do» (cover) (2017)
- «1-800-273-8255» (cover) (2017)
- «Ivory Tower» (2017)